# Hervormd Nederland
Hervormd Nederland was een Nederlands opinieweekblad dat verscheen van 1945 tot 2002.
Het weekblad werd op 22 september 1945 opgericht als officieel orgaan van de Nederlandse Hervormde Kerk onder de titel De Hervormde Kerk. In januari 1958 werd de naam gewijzigd in Hervormd Nederland. Per oktober 1971 staakte het blad de uitgave van kopbladen met plaatselijk kerknieuws van circa veertig hervormde gemeenten. Hervormd Nederland begon daarna een steeds zelfstandiger koers te varen. In 1986 werden alle officiële banden met de Nederlandse Hervormde Kerk verbroken en werd het blad een zelfstandige uitgave van de Stichting Hervormd Nederland/Oecumenische Pers. 
Sinds de tweede helft van de jaren zeventig sympathiseerde Hervormd Nederland, onder leiding van hoofdredacteur Bert van Duijn (1936-2012), sterk met de vredesbeweging en volgde het blad de discussies binnen het Interkerkelijk Vredesberaad op de voet. In april 1983 werd de naam van Hervormd Nederland gewijzigd in HN Magazine en veranderde het tabloidformaat in magazineformaat. De oplage bleef echter ook daarna in snel tempo dalen.
Op 21 september 2002 verscheen het laatste nummer van HN Magazine, dat daarna fuseerde met het progressief-katholieke blad De Bazuin. Beide tijdschriften werden per 3 oktober 2002 met een veertiendaagse, later maandelijkse verschijningsfrequentie voortgezet onder de naam VolZin.

## Oplage
Totaal betaalde gerichte oplage volgens HOI, Instituut voor Media Auditing en Jan van de Plasse: Kroniek van de Nederlandse dagblad- en opiniepers (Amsterdam, 2005) ISBN 90-75727-77-1.
- 1946: 90.000
- 1951: 71.520
- 1960: 59.000
- 1970: 43.071
- 1980: 28.262
- 1990: 17.787
- 2000: 10.000
- 2002: 8.000

## Hoofdredacteuren
- Fred Landsman (1945-1968)
- Bart Ruitenberg (1968-1970)
- Cees Timmer (1970-1973)
- Bert van Duijn (1973-1995)
- Jan Goossensen (1995-1996)
- Willem van der Meiden (1996-2001)
- Cees Veltman (2002)